# Poison (The Prodigy)
Poison è un singolo del gruppo musicale britannico The Prodigy, pubblicato il 6 marzo 1995 come quarto estratto estratto dal secondo album in studio Music for the Jilted Generation.

## Tracce
Testi e musiche di Liam Howlett e Keith Palmer, eccetto dove indicato
CD singolo (Regno Unito)
1. Poison (95 EQ) – 4:05
2. Rat Poison – 5:34
3. Scienide – 5:54 (Liam Howlett)
4. Poison (Environmental Science Dub Mix) – 6:18

12" (Regno Unito)
- Lato A

1. Poison (95 EQ) – 6:12
2. Rat Poison – 5:34

- Lato B

1. Scienide – 5:54 (Liam Howlett)
2. Poison (Environmental Science Dub Mix) – 6:18